# Malaltia d'Alzheimer
La malaltia d'Alzheimer, o simplement alzheimer, és la demència més comuna. És incurable, degenerativa i terminal. Va ser descrita per primer cop pel psiquiatre i neuròleg alemany Alois Alzheimer durant l'any 1906, per la qual cosa se li va donar el seu nom. En general es diagnostica en persones majors de 65 anys,
malgrat que hi ha casos d'aparició precoç, els quals, tot i que amb menor prevalença, es poden donar força abans. Aproximadament, es calcula que al setembre de 2009 al món hi havia més de 35 milions de casos registrats. Segons sembla, la prevalença d'aquesta malaltia podria assolir els 107 milions de persones el 2050.
Malgrat que la causa d'aquesta malaltia és diferent per a cada cas, hi ha força símptomes comuns. Els primers a manifestar-se solen ser confosos per simples efectes de l'edat o causes de l'estrès.
En aquestes primeres etapes, el símptoma més comú que es detecta és la pèrdua de memòria, així com la dificultat per recordar coses apreses recentment. Quan un metge n'és informat i se sospita de la presència d'Alzheimer, el diagnòstic generalment es confirma amb una avaluació del comportament del pacient i amb tests cognitius, tot i que, si es pot, sovint també se li fa escàner cerebral.
A mesura que la malaltia avança, apareixen símptomes com la confusió, la irritabilitat i l'agressivitat, canvis d'humor, pèrdua de memòria a llarg termini i de sensibilitat. Gradualment, també es perden les funcions corporals, tendint finalment cap a la mort.
El pronòstic individual és difícil d'assegurar, ja que la durada de les etapes és molt variable. L'Alzheimer, per altra banda, presenta un període indeterminat de temps mentre es desenvolupa, abans d'esdevenir del tot evident. Per això, és possible que progressi sense diagnosticar durant força anys. La mitjana de vida una vegada diagnosticat és d'aproximadament set anys. Menys del 3% dels individus viu més de 14 anys després del diagnòstic.
Les causes i la progressió de la malaltia no són clares. Els estudis indiquen que la malaltia està associada a les plaques senils i cabdells neurofibrilars en el cervell. Els tractaments que s'utilitzen actualment per a tractar-la causen petits beneficis simptomàtics; però encara no hi ha tractament per a retardar o aturar la malaltia. El 2008 es van dur a terme més de 500 assajos clínics per intentar identificar un possible tractament, però encara és aviat per a determinar si cap d'aquestes intervencions i estratègies estudiades presenten resultats prometedors. Per a prevenir la malaltia, s'acostumen a recomanar hàbits no invasius o estils de vida, però no hi ha cap prova ferma de la relació entre les recomanacions i la probabilitat de patir Alzheimer. Per exemple, es creu que l'estimulació mental, l'exercici i una dieta equilibrada ajudarien tant a prevenir com a millorar les condicions un cop s'ha expressat la malaltia.
Ja que l'alzheimer es tracta d'una malaltia incurable i degenerativa, és essencial saber portar els pacients. Per tant, el rol de cuidador és preferiblement adoptat pel cònjuge o un parent proper, ja que les característiques de la malaltia fan que recaigui una gran càrrega sobre el portador d'aquest rol; amb l'avenç malaltia incrementa la pressió, i acaba implicant la vida del cuidador en l'àmbit social, psicològic, físic i econòmic En els països desenvolupats, aquesta patologia és una de les més costoses per a la societat.

## Característiques
El transcurs de la malaltia es divideix en quatre etapes, amb models progressius d'impediments cognitius i funcionals

### Predemència
Els primers símptomes que es manifesten solen ser confosos per simples efectes de l'edat o causes de l'estrès. Un test neuropsicològic detallat pot revelar lleugeres dificultats cognitives fins a vuit anys abans que la persona compleixi els criteris clínics que defineixen el diagnòstic d'Alzheimer. Aquests primers símptomes poden afectar les activitats quotidianes més complexes. El dèficit que més destaca és la pèrdua de memòria, que s'expressa com una dificultat per a recordar fets apresos recentment i incapacitat de retenir nova informació.
En aquests primers estadis també resulten simptomàticament significatius els problemes subtils amb funcions executives o d'atenció, de planificar, de flexibilitat i de pensament abstracte o bé deteriorament de la memòria semàntica (recordar el significat de les paraules i poder relacionar conceptes). També és probable d'observar apatia, que acaba sent el símptoma neuropsiquiàtric més persistent al llarg del desenvolupament de la malaltia. Aquest estadi preclínic també s'ha anomenat deteriorament cognitiu lleu, però es discuteix si aquest terme correspon a una fase de diagnòstic diferent o si s'identifica com el primer esgraó de la malaltia d'Alzheimer.
Les alteracions de la memòria que presenten els malalts d'Alzheimer i la que s'observa en el decurs de l'envelliment normal o en el decurs del deteriorament cognitiu de les persones d'edat avançada són dos processos cerebrals diferents. En el cas de l'envelliment, és la recuperació de la informació, que depèn del lòbul frontal, que està afectada. En el cas de l'Alzheimer, és inicialment el procés d'emmagatzematge de la informació, que depèn de l'hipocamp, el que s'afecta. Així, una persona amb Alzheimer no pot emmagatzemar les informacions, mentre que una persona d'edat avançada pot emmagatzemar informació nova, però tindrà dificultat per recuperar-la.

### Demència precoç
És freqüent que el diagnòstic definitiu es doni als malalts amb deteriorament de l'aprenentatge i la memòria. En pocs, però, les dificultats amb el llenguatge, les funcions executives, la percepció (agnòsia) o l'execució de moviments (apràxia) són més prominents que els problemes de memòria. Tot i així, l'Alzheimer no afecta a totes les capacitats de la memòria per igual: els fets i els records recents es veuen afectats en major grau que els records antics de la pròpia vida (memòria episòdica), les dades apreses (memòria semàntica) i la memòria implícita (la memòria de com fer anar el cos per fer coses, com utilitzar una forquilla per menjar).
Els problemes amb el llenguatge, per altra banda, es caracteritzen principalment per una disminució tant del vocabulari i com de la fluïdesa de la parla, la qual cosa implica un empobriment en general del llenguatge oral i escrit. En aquest punt, però, el pacient normalment és capaç de comunicar adequadament les seves idees bàsiques. Tot i així, quan duu a terme tasques de motricitat fina com escriure, pintar o vestir-se, sol presentar alguna dificultat de coordinació o planificació de moviments (apràxia), però sovint són obviats. A mesura que la malaltia progressa, els pacients sovint poden continuar duent a terme de forma independent algunes tasques, però sol necessitar ajuda, assistència o supervisió en algunes de les activitats més cognitives.

### Demència moderada
El deteriorament progressiu acaba dificultant la independència, i els pacients deixen de ser capaços de dur a terme les activitats més bàsiques del dia a dia. A més, les dificultats en la parla esdevenen evidents a causa d'una creixent incapacitat de recordar vocabulari, que condueix a freqüents substitucions de paraules incorrectes (parafàsia). De la mateixa manera, la capacitat d'escriure i llegir també es perden progressivament, i les seqüències motores complexes esdevenen menys coordinades a mesura que la malaltia avança, incrementant el risc de caigudes. Durant aquesta fase, els problemes de memòria empitjoren, i el pacient pot arribar a no recordar parents propers. La memòria a llarg termini, que prèviament ja havia estat inactiva, resulta totalment deteriorada.
Paral·lelament, els canvis neuropsiquiàtrics i de conducta adquireixen major prevalença, manifestant-se a través del dubte, la irritabilitat i una afectivitat magra, la tendència a plorar, esclats d'agressivitat i violència sobtats o resistència a les cures. Aproximadament el 30% dels pacients desenvolupen males identificacions imaginàries i altres símptomes il·lusoris. A més, també perden la noció del procés de la seva malaltia i les seves limitacions (anosognòsia), desenvolupant problemes com la incontinència urinària, els quals creen estrès a familiars i cuidadors i poden ser el motiu de traslladar el malalt de la cura de casa a serveis externs de cura a llarg termini.

### Demència avançada
Durant aquesta etapa en la malaltia d'Alzheimer, el pacient ja és completament dependent dels seus cuidadors. El llenguatge ja ha quedat reduït a frases curtes i simples, o bé a paraules soltes, i és molt freqüent que la persona es perdi completament en intentar parlar. Malgrat aquesta pèrdua de les habilitats lingüístiques, sovint els pacients entenen i responen a senyals emocionals. Tot i que l'agressivitat pot persistir, l'apatia i l'exhauriment són resultats molt més comuns. A la fi, els pacients no poden dur a terme ni les tasques més simples sense ajuda. La massa muscular i la mobilitat resten totalment deteriorades fins al punt que els malalts jeuen prostrats al llit, i no poden ni alimentar-se per si mateixos. En aquest punt s'evidencia que l'Alzheimer és una malaltia terminal, tot i que la causa de mort no sol ser la malaltia per si sola, sinó un factor extern com una infecció de les úlceres o una pneumònia.

## Causes
La causa o etiologia de la malaltia d'Alzheimer és encara desconeguda. S'han plantejat però diverses hipòtesis que permeten explicar parcialment la causa d'aquesta malaltia:

### Hipòtesi colinèrgica
És la més antiga i en la qual es basen la majoria dels fàrmacs que podem trobar actualment. Proposa que l'Alzheimer ve causat per un baix nivell de síntesi del neurotransmissor d'acetilcolina. Malgrat tot, no ha pogut mantenir un ampli suport, ja que els fàrmacs que procuraven tractar els nivells d'acetilcolina no van ser gaire efectius. També s'han proposat altres efectes colinèrgics, com la iniciació de l'agregació a gran escala d'amiloide, que produiria una inflamació neuronal generalitzada.

### Hipòtesi de l'amiloide

#### Original
El 1991, es va postular que els dipòsits d'amiloide beta (Aβ) són la causa fonamental de la malaltia. Es basava en el fet que el gen de la proteïna precursora de l'amiloide beta (APP; amyloid precursor protein) es troba al cromosoma 21, que coincideix amb el de la trisomia que provoca la síndrome de Down, i gairebé la totalitat de les persones amb aquesta síndrome (una còpia extra del gen) desenvolupen Alzheimer al voltant dels 40 anys.
A més, l'apolipoproteïna APO-E4, el factor genètic de major risc per l'Alzheimer, condueix a produir amiloide en excés ja abans que els símptomes de la malaltia aflorin. Per tant, es pot dir que els dipòsits d'Aβ precedeixen l'Alzheimer clínic. Proves més fermes d'aquest fet es troben en el descobriment que els ratolins transgènics que expressen una forma mutant del gen humà APP desenvolupen plaques d'amiloide fibril·lar i una malaltia cerebral semblant a la de l'alzheimer humà amb dèficits d'aprenentatge espacial.
Arran d'aquestes proves, es va trobar una vacuna experimental per netejar les plaques d'amiloide en assajos amb pacients precoços, però no van tenir cap efecte significant a l'hora d'evitar la demència. Així, els científics van concloure que potser els Aβ no formaven plaques, sinó oligòmers (agregats de molts monòmers), com la forma patògena primària dels Aβ. Aquests oligòmers tòxics, també anomenats ADDLs (Amyloid-Derived Diffusible Ligands), s'adhereixen al receptor de la superfície de les neurones i canvien l'estructura de la sinapsi, i, per consegüent, irrompent la comunicació neuronal. Un receptor dels oligòmers d'Aβ podria ser la proteïna Priònica (PRNP), la mateixa que ha estat relacionada amb la malaltia de les vaques boges i la pertinent patologia humana, anomenada malaltia de Creutzfeldt-Jakob. Aquesta proteïna permetria relacionar els mecanismes que sostenen els trastorns neurodegeneratius en aquesta malaltia amb els que es troben en cas d'Alzheimer.

#### Actualització
Durant el 2009 aquesta teoria ha estat actualitzada; i suggereix que hi podria haver una variant força pròxima de la proteïna beta-amiloide (i no necessàriament la beta-amiloide (Aβ) en si) que fos la principal culpable de l'alzheimer. A més, sosté que el mecanisme relacionat amb les amiloides que, en la fase de creixement ràpid del cervell (és a dir, en edats infantils), talla les connexions neuronals podria ser reactivat per processos relacionats amb l'edat i l'envelliment durant les últimes etapes de la vida, causant la fulminació de les neurones característica de l'alzheimer.
Aquests supòsits es basen en els N-APP, uns fragments de l'extrem N-terminal de les APP, que es troben adjacents a la Aβ però poden escindir-se'n. Desencadenen l'autodestrucció de la neurona unint-se a uns receptors de la membrana neuronal anomenats receptors de la mort 6 (RD6; dead receptor 6) o bé TNFRSF21. S'ha trobat que aquests receptors s'expressen abundantment en les regions del cervell més afectades per l'Alzheimer. Per tant, es creu que és possible que aquesta via N-APP/DR6 estigui activada en el cervell ancià causant-li la malaltia. Segons aquest model, per tant, la beta-amiloide (Aβ) presenta un rol complementari, basat en la disminució de la funció sinàptica.

### Hipòtesi tau
El 2004, però, un estudi va trobar que els dipòsits de plaques d'amiloide no es correlacionen del tot amb la pèrdua de neurones actives. Aquesta observació va fer pensar que era l'anormalitat d'una proteïna tau la que iniciava el desenvolupament de la malaltia. En aquest model, proteïnes tau hiperfosforilades comencen a aparellar-se amb altres cadenes tau, formant finalment un cabdell neurofibril·lar dins dels cossos de les cèl·lules nervioses. Quan això succeeix, els microtúbuls es desintegren col·lapsant el sistema de transport de la neurona, la qual cosa podria causar, en primera instància, un mal funcionament en les comunicacions entre neurones i, a la llarga, la mort de les cèl·lules. D'altra banda, també s'ha proposat que el virus de l'herpes simple de tipus 1 podria ser el portador de les versions susceptibles del gen de l'APO-E.

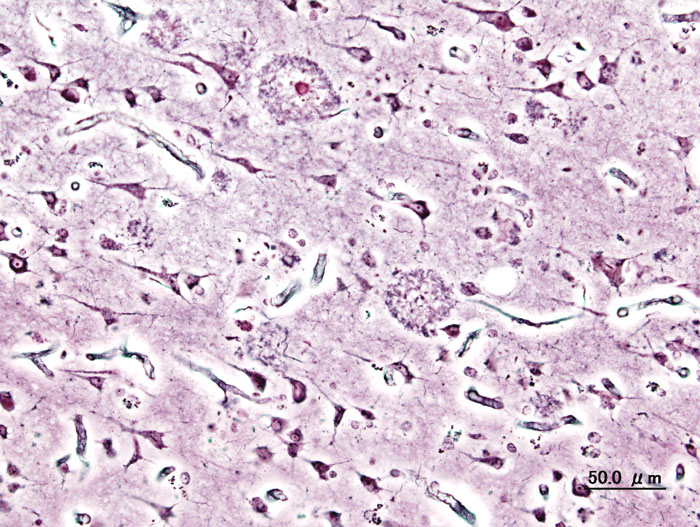
Imatge histopathològica de plaques senils observades en el còrtex cerebral d'una persona amb Alzheimer. La mostra ha estat sotmesa a una impressió de plata.

### Hipòtesi de la infecció fúngica
Al 2013, un equip d'investigadors de la UAM/CSIC, liderat pel doctor en microbiologia Luis Carrasco, va publicar un estudi estadístic

en el qual es va trobar correlació entre les infeccions fúngiques disseminades i la malaltia l'Alzheimer, postulant per primer cop la hipòtesi que una infecció fúngica disseminada asimptomàtica, s'estén lentament durant anys o potser dècades, fins que, possiblement per l'edat i el debilitament de la barrera hematoencefàlica, s'aconsegueix estendre al sistema nerviós central (SNC). A partir d'aquest instant el sistema immunitari genera les proteïnes beta-amiloide per protegir-se de la infecció,
i són aquestes proteïnes les que impedeixen un funcionament sinàptic correcte i produeixen els símptomes de la malaltia d'Alzheimer; aquesta hipòtesi és coherent amb la hipòtesi de la proteïna beta-amiloide.
A 2015 el mateix equip d'investigadors va publicar un nou treball,
en el qual es varen realitzar biòpsies a dos grups de persones. El primer grup estava format per pacients que havien mort amb la malaltia l'Alzheimer, mentre que el segon conformava el grup de control i es componia de persones que varen morir sense Alzheimer. Es va descobrir que el 100% dels que varen morir amb Alzheimer tenia una infecció fúngica en l'SNC, a més es varen identificar les espècies de fongs que havien causat la infecció. Per contra, no es va trobar cap infecció fúngica en el grup de control (la gent que havia mort sense patir alzheimer(. Aquest treball aporta una prova molt sòlida de la presencia d'infeccions fúngiques en l'SNC dels malalts d'Alzheimer. El treball es va publicar en la revista Nature i va ser noticia a la premsa internacional l'octubre de 2015.
Encara que a la publicació s'avisa que no es pot confirmar encara si la malaltia d'Alzheimer és causa o és conseqüència de la infecció fúngica, hi ha diversos indicis a favor de que la infecció fúngica és la causant (l'etiologia) de la malaltia d'Alzheimer. Per contra, no hi ha cap prova que permeti refutar aquesta hipòtesi:
- La infecció fúngica disseminada sembla prèvia als símptomes de la malaltia d'Alzheimer.[50]
- La lenta evolució de les infeccions fúngiques disseminades sense tractar es correspon amb l'evolució de la malaltia d'Alzheimer.[50][52]
- Una infecció fúngica a l'SNC produeix símptomes similars als de la malaltia d'Alzheimer.[50][52]
- La diversitat d'espècies de fongs que poden infectar l'SNC en els malalts d'Alzheimer pot explicar les evolucions diferents de la malaltia segons cada cas.[52]
- En els treballs de l'equip de Carrasco, es citen dos casos documentats[53][54] en els quals es va revertir una demència tipus Alzheimer a dos pacients que varen ser tractats amb antifúngics, després d'un diagnòstic d'Alzheimer. Això permet pensar que els antibiòtics antifúngics existents podrien utilitzar-se per a tractar l'Alzheimer.

Crida molt l'atenció que les infeccions fúngiques no hagin estat estudiades fins a 2013 com a possible causa de la malaltia d'Alzheimer, especialment tenint en compte que Alois Alzheimer va indicar, al descobrir la malaltia al 1907, que era probable que una infecció fos la causant de la malaltia. Això significa un retard de més d'un segle per part de la medicina en general, i de la neurologia en particular.
Nova teoria
Segons investigadors de la Universitat de Newcastle (Regne Unit) la pèrdua de capacitat auditiva podria estar relacionada amb la malaltia d'Alzheimer.

## Neuropatologia
L'Alzheimer es caracteritza per la pèrdua de neurones i les seves sinapsis en el còrtex cerebral i en algunes regions subcorticals, causant greus atròfies com la degeneració del lòbul temporal, el lòbul parietal, i parts del còrtex frontal i del cíngula gyrus. Mitjançant estudis fets amb ressonàncies magnètiques i amb tomografies d'emissió de positrons; comparant els resultats de pacients d'alzheimer i persones adultes sanes, s'han observat reduccions de regions específiques del cervell característiques dels individus que presenten la malaltia, les quals incrementen progressivament a mesura que aquesta avança.
Per altra banda, tant les plaques d'amiloide com els cabdells neurofibril·lars dels cervells afectats per l'Alzheimer són clarament visibles al microscopi. Les plaques són denses, i estan formades majoritàriament per dipòsits insolubles de pèptids beta-amiloide i material cel·lular que ocupa el medi extracel·lular i rodeja les neurones. Els cabdells, en canvi, són agregats de proteïnes tau associades a microtúbuls que es troben hiperfosforilades i s'acumulen al medi intracel·lular.
Encara que la molts individus desenvolupen algunes plaques d'amiloide i cabdells neurofibril·lars a conseqüència de l'edat, els cervells amb Alzheimer presenten un nombre molt més crític i concentrat en regions específiques com els lòbuls temporals. No és estrany trobar, a més, cossos de Lewy als cervells de pacients malalts.

### Bioquímica

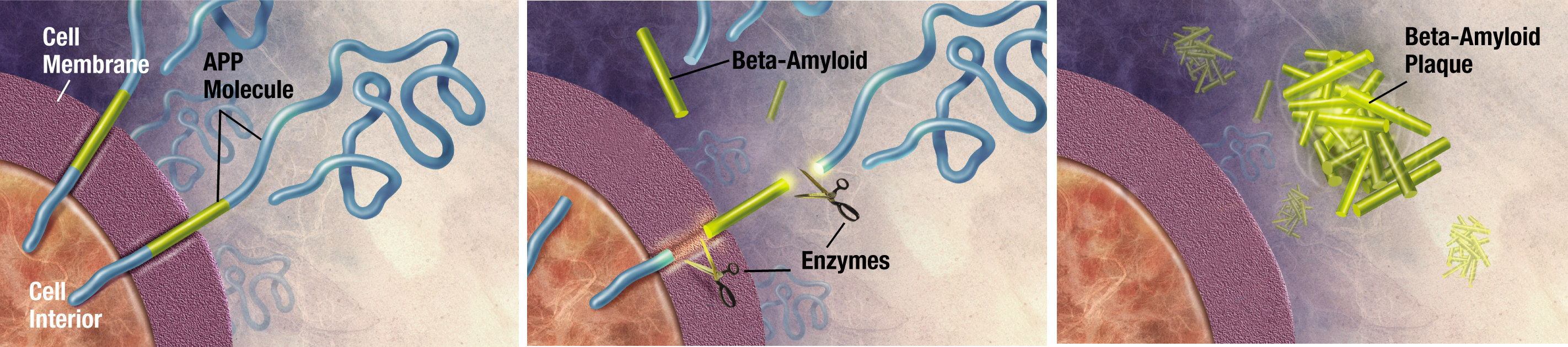
En aquesta seqüència es veu com els enzims acuen sobre la APP (proteïna precursora dels amiloides) i els talla en fragments de beta-amiloide, que són crucials per a la formació de les plaques senils.

L'Alzheimer ha estat identificat com una proteïnopatia; és a dir, una malaltia causada pel mal plegament de proteïnes, causada per l'acumulació de beta-amiloide anormalment replegada i proteïnes tau al cervell. Les plaques que es formen estan constituïdes per beta-amiloide (A-beta o Aβ), que són petits pèptids, d'entre 39 i 43 aminoàcids de llargada, que s'han escindit d'una proteïna més gran anomenada proteïna precursora de l'amiloide (APP). L'APP és una proteïna transmembranal que penetra a través de la membrana de les neurones, i resulta ser un element crític pel creixement, la supervivència i la reparació dels danys menors de la neurona. En la malaltia d'Alzheimer, un procés desconegut provoca que uns enzims divideixin les APP en petits fragments a través d'un procés de proteòlisi. Un d'aquests fragments constitueix les fibril·les de beta-amiloide, que forma precipitats que es diposités i s'acumulen fora les neurones formant unes estructures denses anomenades plaques senils.

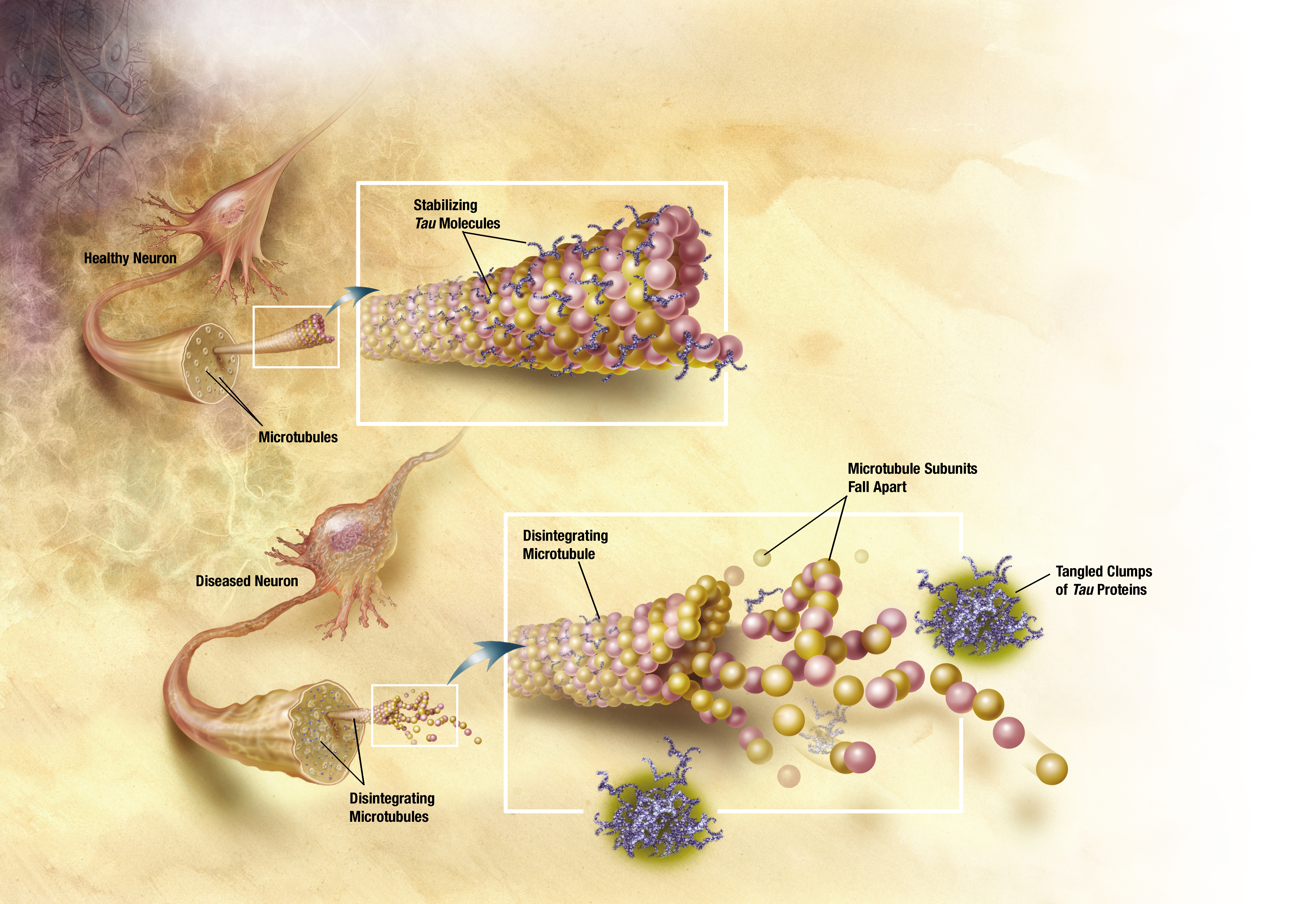
En la malaltia d'Alzheimer els canvis de conformació de les proteïnes tau comporten la desintegració dels microtúbuls de les neurones.

No obstant, l'Alzheimer també es pot considerar una tauopatia a causa de l'acumulació anormal de la proteïna tau. Cada neurona té un citoesquelet, és a dir, una estructura de suport intern, i aquest està parcialment constituït per microtúbuls, que actuen com a via, guiant els nutrients i les molècules des del cos neuronal a les terminacions dels axons i viceversa. Les proteïnes tau actives; és a dir, fosforilades, tenen la funció d'estabilitzar els microtúbuls, per la qual cosa s'anomenen proteïnes associades a microtúbuls. En un cervell malalt, aquestes proteïnes pateixen canvis químics, esdevenint hiperfosforilades, i comencen a unir-se tota mena de filaments, creant cabdells neurofibril·lars i desintegrant per complet tot el sistema de transport de la cèl·lula.

### Mecanisme de la malaltia
De fet, no se sap del cert com aquests canvis en la producció i l'agregació dels pèptids Aβ donen lloc a la patologia. La hipòtesi tradicional sobre els amiloides proposa que l'acumulació d'aquests és la principal causa del desencadenament de la degeneració de la neurona, ja que la indueixen a l'apòptosi, o mort cel·lular programada. Es creu que aquestes fibril·les de pèptids són la forma tòxica de la proteïna responsable de dividir l'homeòstasi dels ions calci. A part, també se sap que les Aβ s'estructuren selectivament dins els mitocondris de les cèl·lules cerebrals afectades, inhibeixen la funció de certs enzims i la utilització de glucosa per la neurona.
Alguns processos inflamatoris i de citocinesis també podrien tenir algun paper en la patologia, ja que, en general, la inflamació és un marcador de danys en els teixit i, en aquest cas, podria ser tant un efecte dels danys en les neurones com el marcador d'una resposta immunològica.
Finalment, en la patologia d'Alzheimer també s'han descrit alteracions en la distribució de diferents factors neurotròfics i en l'expressió dels seus receptors com el factor neurotròfic derivat del cervell (BDNF).

### Genètica
La gran majoria dels casos d'Alzheimer són esporàdics, és a dir, no han estat heretats genèticament, encara que alguns gens podrien actuar com a factors de risc. Per altra banda, al voltant del 0,1% dels casos són formes familiars d'herència autosòmica dominant, però en aquests la malaltia es manifesta abans dels 65 anys.
La majoria dels Alzheimers familiars de caràcter autosòmic dominant poden ser atribuïts al gen de l'APP o els gens de les presenilines (PS) 1 i 2. Les mutacions en aquests gens solen incrementar la producció de petites proteïnes anomenades Aβ42, que és el component principal de les plaques senils, tot i que algunes només alteren la proporció entre la Aβ42 i altres formes de les Aβ (com, per exemple, la Aβ40) sense incrementar, per tant, els nivells d'Aβ42. Això suggereix que les mutacions de la presenilina poden causar danys encara que facin disminuir la quantitat total d'Aβ produït, i que aquestes proteïnes podrien tenir altres papers, com el d'alterar la funció de les APP o la dels seus fragments que no són Aβ.
Normalment, però, l'Alzheimer no presenta herència autosòmica recessiva, de manera que s'anomena Alzheimer esporàdic. No obstant, sí que és clar que les diferències genètiques són factors de risc. El factor de risc més conegut és l'herència de l'al·lel ε4 de l'APO-E. Entre el 40 i el 80% dels afectats presenta, almenys, un al·lel APO-E4, el qual incrementa el risc de patir la malaltia en l'ordre de tres vegades per als individus heterozigots i de quinze vegades per als homozigots. Tot i així, se sap que hi ha força altres gens que també actuen com a factors de risc o bé presenten efectes protectors que influeixen en el desenvolupament de l'alzheimer. Per altra banda, s'han estudiat més de 400 gens per associar-los a les manifestacions tardanes de l'alzheimer esporàdic, però la majoria han resultat ser nul·les. Es interessant remarcar que els gens que presenten polimorfismes associats a un risc augmentat de patir la malaltia d’Alzheimer, s'expressen de forma especialment abundant en la micròglia i no en neurones com a priori es podia haver suposat. Aquesta dada és un suport important a la teoria de que la resposta neuroinflamatòria té un paper patogènic en la malaltia d’Alzheimer.

## Diagnòstic

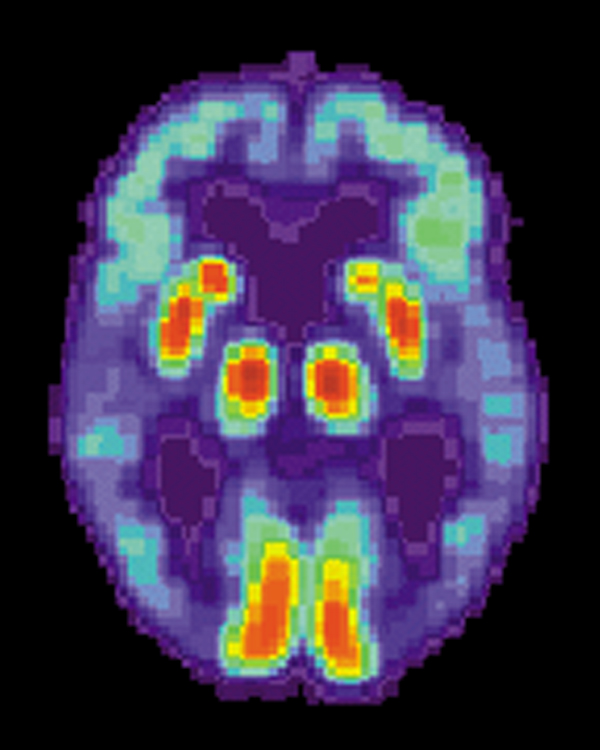
Exploració PET del cervell d'una persona amb AD que mostra una pèrdua de funció al lòbul temporal

En general, la malaltia d'Alzheimer es diagnostica a partir de la història del pacient, la dels seus familiars més propers i col·laterals, i les observacions clíniques, però sempre basant-se en la presència de característiques neurològiques i neuropsicològiques consensuades i en l'absència de condicions alternatives. Per descartar altres patologies cerebrals o subtipus de demència s'utilitzen tècniques d'imatge mèdica com tomografies computades (TC), ressonàncies magnètiques (MRI), tomografies computades per emissió de fotons (SPECT) o tomografies d'emissió de positrons (PET). Per analitzar l'estat de la demència, per altra banda, s'empren tests d'avaluació del funcionament intel·lectual, que generalment també inclou l'anàlisi de l'estat de la memòria. A partir d'organitzacions de metges s'han creat criteris de diagnòstic per estandarditzar i facilitar el procés d'identificació de la malaltia. Pel que fa a la confirmació del diagnòstic, només es pot fer post mortem, mitjançant una autòpsia molt acurada una vegada podem examinar histològicament el material del cervell.

### Criteris de diagnòstic
El 1984 es va establir el criteri NINCDS-ADRDA, un dels més utilitzats. Els responsables van ser el NINCDS (National Institute of Neurological and Communicative Disorders and Stroke) juntament amb l'ADRDA (Alzheimer's Disease and Related Disorders Association, avui en dia conegut com a Alzheimer's Association). El 2007 va ser extensament revisat i actualitzat.
Aquest criteri requereix que, per a diagnòstics possibles o probables, es confirmi la presència de discapacitats cognitives i la sospitosa síndrome de demència amb un test neuropsicològic. Per al diagnòstic definitiu, però, demana una conformació histopatològica, la qual ha d'incloure una examinació del teixit cerebral al microscopi. L'aplicació d'aquest criteri ha determinat que és estadísticament fiable i vàlid pel que fa a la comparació amb la confirmació histopatològica.
Per altra banda, s'han determinat vuit dominis cognitius com els que són més comunament danyats en la demència: memòria, llenguatge, capacitat perceptiva, atenció, habilitats constructives, orientació, resolució de problemes i habilitats funcionals. Aquests dominis coincideixen amb els del Manual diagnòstic i estadístic de trastorns mentals (DSM-IV-TR; Diagnostic and Statistical Manual of Mental Disorders), publicat per l'American Psychiatric Assossiation.

### Eines de diagnòstic

Les proves de cribratge neuropsicològic poden ajudar al diagnòstic d'AD. En ells, els pacients han de copiar dibuixos similars als que es mostren a la imatge, recordar paraules, llegir o resumir.

Per tal avaluar la discapacitat cognitiva a l'hora de fixar el diagnòstic, hi ha un seguit de tests test neuropsicològic com el MMSE (mini-mental state examination), però es necessiten tests més integrals per obtenir resultats definitius, especialment en les primeres etapes de la malaltia. Per tant, és freqüent que el resultat de l'examen neurològic en casos d'Alzheimer precoç es pugui interpretar com a absència de la demència, excepte quan hi ha una discapacitat cognitiva important, que aleshores el resultat no hauria de diferir del patró estàndard per als pacients de la demència.
No obstant, altres exàmens neurològics són crucials pel diagnòstic diferencial, i les entrevistes amb els familiars també s'utilitzen per estimar la gravetat de la demència. La informació que poden proporcionar els cuidadors sobre les habilitats de la vida diària, i de l'empitjorament de les funcions mentals al llarg del temps és molt important, ja que el seu punt de vista esdevé essencial des del moment en què el pacient perd noció de les seves mancances. Moltes vegades, fins i tot la família té dificultats en percebre els símptomes inicials de la demència, i pot donar informació poc acurada al psiquiatre.
Per això, es duen a terme tests suplementaris que informen sobre algunes característiques de la demència o que descarten altres possibles demències, com per exemple anàlisis de sang, que poden identificar causes de demència alternatives a l'Alzheimer, les quals, en alguns casos, són reversibles. També és freqüent que s'efectuïn tests psicològics per depressió, ja que sovint es dona simultàniament com a signe precoç de discapacitat cognitiva i, en alguns casos, n'és la causa.
En cas que es disposi de tècniques d'imatge com l'SPECT o PET com a eines per fer diagnòstics, s'utilitzen per confirmar les sospites d'Alzheimer juntament amb les avaluacions de l'estat mental. En una persona amb la demència, un SPECT resulta ser millor per diferenciar l'Alzheimer d'altres possibles causes, comparat amb els mètodes habituals que es basen en els tests mentals i l'anàlisi de l'historial mèdic. Però recentment s'han trobat noves tècniques de detecció que han fet plantejar la necessitat d'un nou criteri de diagnòstic., com la PiB PET en la qual s'analitzen els beta-amiloide o les proteïnes tau presents en el fluid cerebroespinal. Aquesta tècnica ha estat desenvolupada per poder visualitzar els dipòsits d'Aβ de forma directa i clara, in vivo, utilitzant un marcador que s'hi adhereix selectivament. Estudis recents suggereixen que aquest PiB PET assoleix un 86% de precisió a l'hora de predir quines de les persones que presenten una lleugera discapacitat cognitiva desenvoluparan la malaltia d'Alzheimer abans de dos anys; i un 92% a l'hora de descartar la probabilitat de patir-la. Per altra banda, una ressonància magnètica volumètrica també és molt útil com a mètode diagnòstic, ja que pot detectar canvis en la mida de determinades regions del cervell que s'atrofien al llarg del progrés de l'alzheimer, i, a més, resulta força més barata que altres mètodes d'imatge que s'utilitzen actualment per l'estudi.

## Valoració funcional
Com en altres demències, se sol utilitzar la GDS-FAST que permet fer un seguiment evolutiu de la malaltia.

## Prevenció

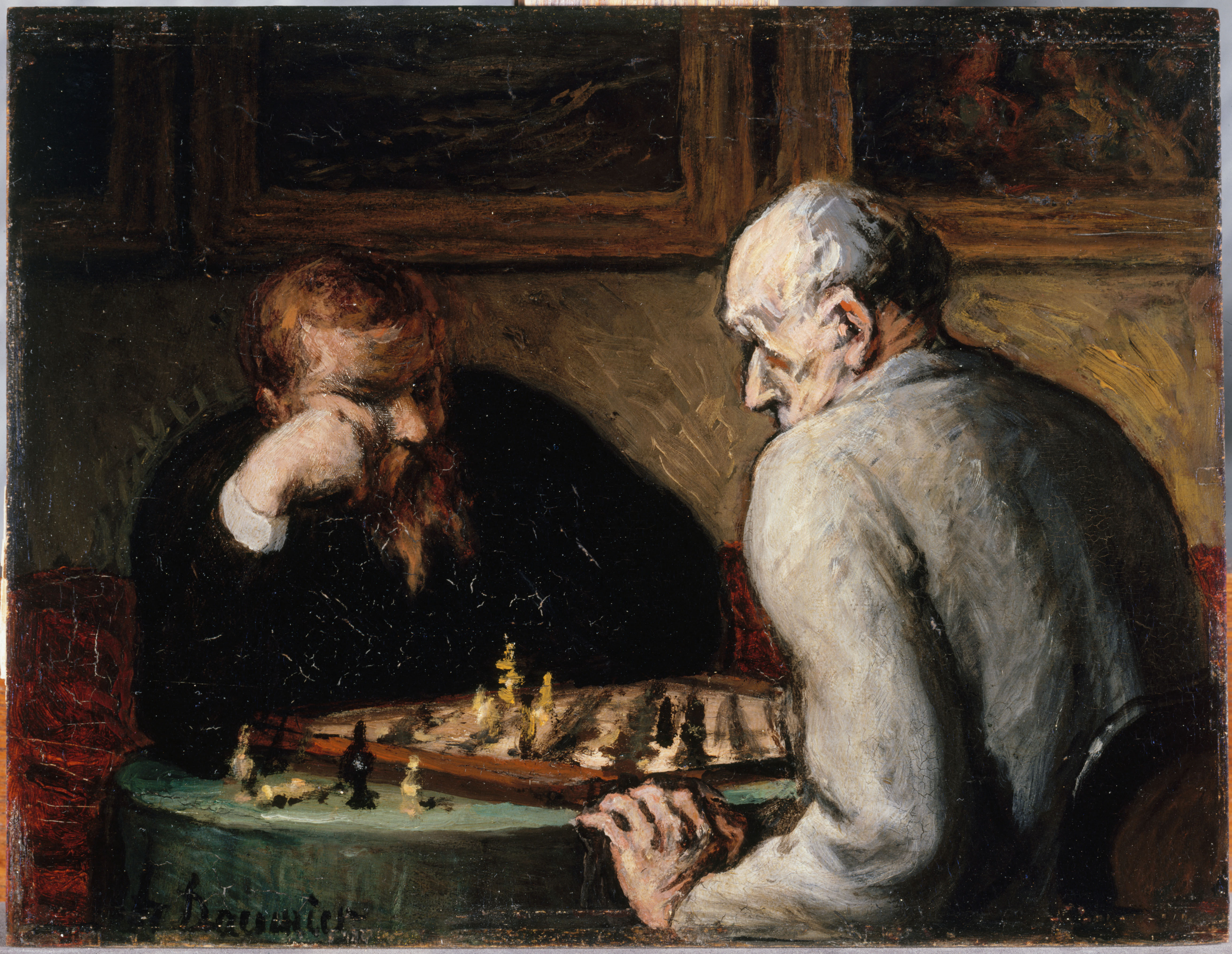
En estudis epidemològics s'ha trobat que activitats intel·lectuals com ara jugar a escacs o la interacció social freqüent estan relacionades amb la reducció del risc de patir Alzheimer, encara que no s'han trobat relacions causals evidents.

Ara per ara, no hi ha cap prova definitiva que doni suport a una mesura concreta per prevenir l'Alzheimer. És freqüent que els estudis de mesures de prevenció o retard de la manifestació de la malaltia acaben amb resultats inconsistents. No obstant, hi ha estudis epidemiològics que han proposat l'existència de relacions entre certs factors variables, com la dieta, el risc cardiovascular, els productes farmacèutics o l'activitat individual, entre d'altres, i la probabilitat de la població a desenvolupar la malaltia. La possible ajuda d'aquests factors a evitar-la però, només es pot demostrar en estudis futurs que incloguin assajos clínics.
S'ha trobat que, malgrat que els factors de risc cardiovascular estan relacionats amb un major risc de manifestar la demència, les estatines, que són fàrmacs que disminueixen els nivells de colesterol, no són efectives per prevenir o millorar el curs de la malaltia. Tot i així, sembla que els components de la dieta Mediterrània, que inclou fruita i verdura, pa, blat i altres cereals, oli d'oliva, peix i vi negre, podrien reduir el risc, encara que no se sap si es parla de tots individualment, tots com a conjunt, o se n'haurien d'especificar alguns. El que es creu que actua com a mecanisme d'acció és el seu efecte cardiovascular beneficiós, però hi ha una evidència limitada que un consum lleuger i moderat d'alcohol, particularment de vi negre, estigui relacionada amb un menor risc de patir Alzheimer.
De la mateixa manera, estudis sobre l'ús de vitamines tampoc no han trobat proves suficients de l'eficàcia de recomanar vitamina C, E o àcid fòlic amb vitamina B₁₂ o sense com a agents preventius o tractaments de l'alzheimer. A més, la vitamina E està associada a importants riscs de salut.
L'edat és un factor de risc important. El 2012, tan sols el 0,002% de les defuncions per malaltia d'Alzheimer als Estats Units es produïren en persones de menys de 35 anys, mentre que el 98,87% es produïren en individus de 65 anys o més.
Per contra, el consum a llarg termini d'antiinflamatoris no esteroidals (AINEs) s'associa amb una reducció de la probabilitat de patir-lo. Segons diversos estudis post mortem amb humans, investigacions amb models animals o in vitro, els NSAIDs poden reduir la inflamació causada per les plaques d'amiloide. I, encara que els assajos que han investigat el seu ús com a tractament pal·liatiu no han aconseguit arribar a resultats positius, els que ho han fet com a agent preventiu encara no han acabat i, per tant, els resultats estan a l'expectativa. Com a exemples, s'ha observat que la curcumina present en el curri presenta certa efectivitat a l'hora de prevenir el dany cerebral en models de ratolí a causa de les seves propietats antiinflamatòries. D'altra banda, s'ha vist la teràpia de substitució d'hormones que s'utilitzava antigament no prevé de cap manera la demència, i fins i tot en alguns casos hi està relacionada. A més, un estudi de 21 anys de durada va trobar que les persones de mitjana edat que beuen entre 3 i 5 tasses de cafè al dia presenten un 65% de reducció en el risc de demència en la tercera edat.
També s'ha observat que les persones que duen a terme activitats intel·lectuals, com llegir o jugar a jocs de taula, fer puzles o mots encreuats, toquen instruments musicals o tenen una interacció social regular presenten un risc reduït per la demència. Aquest fet és compatible amb la teoria de la reserva cognitiva, que afirma que hi ha experiències vitals que provoquen millores en el funcionament neuronal, el qual, per la seva banda, crea una reserva cognitiva que retarda l'aparició de les manifestacions de la demència. Tot i així, malgrat que l'educació posposa l'aparició de la síndrome de l'alzheimer, no sembla estar relacionada amb una mort més precoç després del diagnòstic. De la mateixa manera, l'activitat física també està associada amb la reducció del risc de patir la malaltia.
Altres estudis també han mostrat que existeix un major risc depenent de factors ambientals com el consum d'alguns metalls, particularment d'alumini, o l'exposició a dissolvents. Cal dir, però, que la qualitat d'algun d'aquests estudis ha estat criticada, i que altres estudis han determinat que no existeix relació entre aquests factors ambientals i el desenvolupament de l'alzheimer. Alguns experts també s'ha proposat que els camps electromagnètics també hi estan relacionats, però altres professionals no hi estan d'acord. Estudiant camps de freqüències molt baixes, algunes metanàlisis van concloure que la gent exposada tenia més del doble de probabilitats de tenir la malaltia, mentre que els articles no estaven d'acord que els estudis apuntessin a una relació, o no hi apuntessin. És a dir, els dubtes raïen en com interpretar els resultats estadísticament significatius de la metanàlisi.

## Control
La malaltia d'Alzheimer no té cura. Tot i així, hi ha tractaments disponibles que ofereixen beneficis simptomàtics relativament petits però que romanen pal·liatius per naturalesa. Els tractaments actuals es poden classificar en farmacèutics, psicològics i cuidadors.

### Tractament farmacèutic

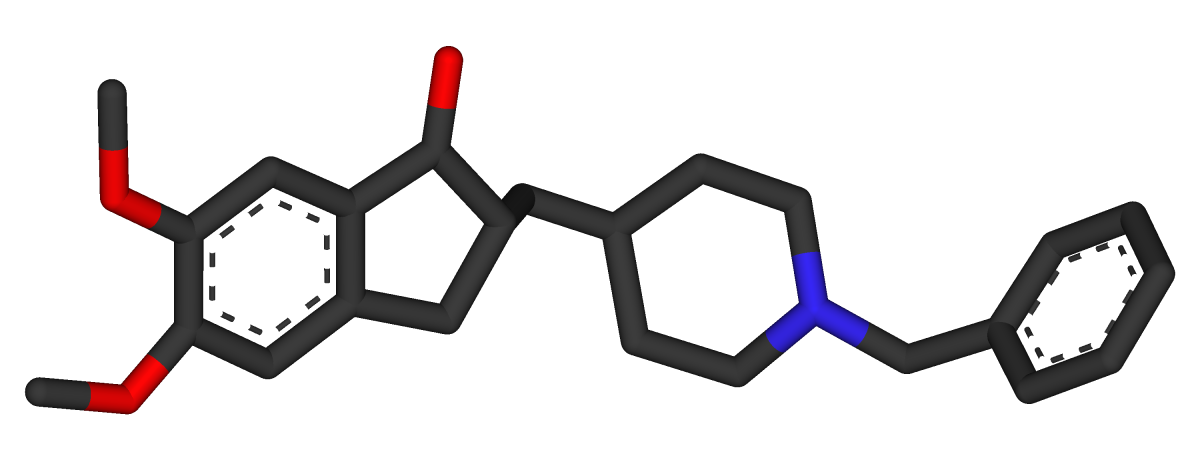
Gràcies a la geometria tridimensional de la molècula del donepezil, aquest és utilitzat com a inhibidor de l'acetilcolinesterasa en els tractaments pels símptomes de l'alzheimer.

Estructura molecular de la memantina, un medicament aprovat per combatre els símptomes avançats de l'alzheimer

Actualment, hi ha cinc fàrmacs que han estat aprovats de forma general per agències reguladores com l'Administració d'Aliments i Fàrmacs i l'Agència Europea de Medicaments per tractar les manifestacions cognitives de la malaltia. Tres d'aquests medicaments són inhibidors de l'acetilcolinesterasa i l'altre és memantina, que és un antagonista del receptor de l'NMDA (àcid N-metil-D-aspàrtic). No hi ha cap medicament que retardi o detingui el progrés de la demència.
És sabut que la reducció de l'activitat de les neurones colinèrgiques és una característica de la malaltia. Els inhibidors de l'acetilcolinesterasa s'utilitzen per reduir el ritme al que es degrada l'acetilcolina(ACh)i, per tant, també fan incrementar la concentració d'ACh al cervell i combaten la pèrdua d'aquesta substància causada per la mort de les neurones colinèrgiques.
Com que la reducció de l'activitat de les neurones colinèrgiques és una de les característiques més conegudes de la malaltia[ ], per combatre-la s'utilitzen inhibidors de l'acetilcolinesterasa que redueixen el ritme de desintegració de l'acetilcolina (Ach); per així incrementar-ne la concentració i combatre'n la pèrdua, que implica la mort de les neurones colinèrgiques [ ]. Per aquest motiu, el 2008 es van aprovar un seguit de fàrmacs inhibidors de la colinesterasa per controlar els símptomes de l'alzheimer, entre els quals el donepezil (EFG, Aricept®), galantamina (EFG, Reminyl®), i rivastigmina (EFG, Exelon®, Prometax®) Hi ha proves de l'eficàcia d'aquests medicaments en moderar lleugerament la malaltia, i també algunes en la seva utilitat en fases avançades. Tot i així, com a tractament per a les últimes etapes només està aprovat el donepezil. Per altra banda, no s'ha pogut demostrar que el fet de prendre aquestes drogues en casos de discapacitat cognitiva lleugera produeixi cap efecte per retardar les manifestacions progressives. Els efectes secundaris més comuns són les nàusees i els vòmits, els quals estan relacionats a un excés de colinèrgics, i apareixen en aproximadament el 10 o el 20% dels pacients amb intensitats variables. Altres efectes menys comuns serien les rampes musculars, la disminució del ritme de cor (braquicàrdia), la gana i el pes, i un increment en la producció d'àcid gàstric
El glutamat és un neurotransmissor excitant del sistema nerviós, malgrat que en quantitats excessives pot provocar la mort cel·lular a través d'un procés anomenat exitotoxicitat, que consisteix en la sobreestimulació dels receptors de glutamat. Aquest procés no només és característic de l'alzheimer, sinó que també es dona en altres malalties com el Parkinson i l'esclerosi múltiple. Per això, existeix la memantina (EFG, Axura®, Ebixa®, Mantinex®, Nemdatine®, Protalon®), que és un receptor antagonista de l'NMDA (àcid N-metil-D-aspàrtic) no competitiu, el qual també havia estat utilitzat com a agent antigripal, i que actua en el sistema glutamatèrgic bloquejant els receptors del NMDA i inhibint-ne la sobreestimulació a causa de l'excés de glutamat. S'ha observat que la memantina és lleugerament eficaç per al tractament de l'alzheimer des d'estadis força moderats fins als més severs. Tot i així, no es coneixen quins són els efectes concrets en els casos precoços i, a més, també s'han detectat alguns efectes adversos esporàdics i poc importants, com al·lucinacions, confusió, mareig, mals de cap i cansament. Pel que sembla, la combinació de la memantina i el donepezil és l'opció amb l'efectivitat “més estadísticament significativa, però menys rendible clínicament”.
Per altra banda, els fàrmacs antipsicòtics són modestament útils a l'hora de reduir l'agressivitat i la psicosi en pacients amb problemes de comportament, però cal tenir en compte que estan associats a seriosos efectes adversos, com per exemple problemes cardiovasculars, dificultat de moviments i declinació cognitiva, per la qual cosa no permet mantenir la rutina i la independència. Quan es parla a llarg termini, a més, s'ha observat que estan associats a un increment de la mortalitat.

### Intervenció psicològica

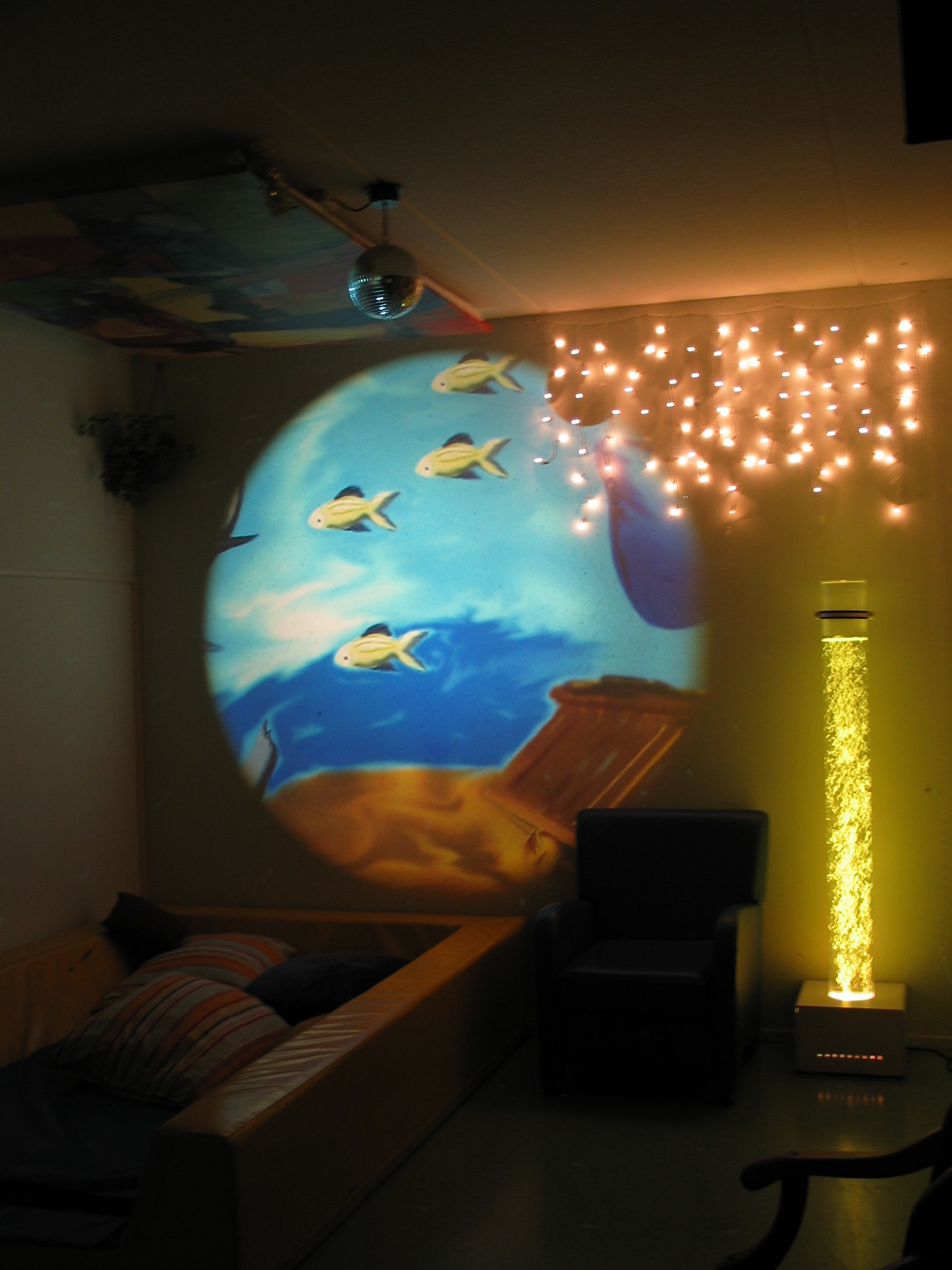
Una habitació dissenyada específicament per a teràpies d'integració sensorial (snoezelen); que és una intervenció psicològica orientada al sentiment i a sensació per gent amb demència.

La intervenció psicològica s'utilitza com a complement del tractament farmacèutic, o es pot classificar segons si va destinada al comportament, al sentiment, a la cognició o a l'estimulació. És difícil trobar estudis sobre aquest tema específics per a l'Alzheimer; ja que la majoria es concentren en les demències en general.

#### Orientada al comportament
Les intervencions psicològiques referides al comportament pretenen identificar i reduir els antecedents i les conseqüències dels problemes d'actitud. Tot i que aquesta teràpia no sembla tenir una utilitat massa transcendent en la millora del funcionament general, pot ajudar a reduir alguns problemes específics de comportament, com per exemple la incontinència. Cal dir, però, que hi ha una manca en la qualitat de les dades que informen sobre l'efectivitat d'aquestes tècniques quan es tracta d'altres problemes com el deambular.

#### Orientada al sentiment
Sota aquesta teràpia s'inclouen diversos mètodes, tot i que és difícil donar suport a la seva utilitat com a conjunt. En són exemples lateràpies de reminiscència, de validació, psicoteràpies de suport, d'estimulació multisensorial (també anomenada snoezelen) i de presència estimulada.
- Psicoteràpia de suport: Malgrat que amb prou feines se li han dedicat estudis petits o informals algunes clíniques l'hi troben utilitat per ajudar els pacients mitjanament discapacitats a acostumar-se a la seva malaltia.[159]
- Teràpia de reminiscència (RT): Involucra la discussió d'experiències passades, ja sigui individualment o en grup, sovint amb ajuda de fotografies, objectes de la casa, música i gravacions i altres objectes que poden fer al pacient pensar en el seu passat. Encara que hi ha molt pocs estudis dels efectes i l'eficiència d'aquesta teràpia, es creu que beneficia la cognició i la disposició del malalt.[166]

- Teràpia de la presència estimulada (STP): Es basa en teories accessòries i implica que el malalt escolti gravacions de veus de familiars propers. Hi ha una evidència parcial que indica que aquest mètode podria reduir els comportaments desafiadors.[167]

- Teràpia de validació: Implica l'acceptació de la realitat de l'experiència d'algú altre.
- Estimulació multisensorial (snoezelen): Comprèn exercicis que tenen l'objectiu d'estimular els sentits i les capacitats sensorials dins d'un espai controlat que permet discriminar la informació sensorial, facilitant l'atenció de la persona i essent l'actor de la propia estimulació.

#### Orientada a la cognició
A través de l'entrenament de les capacitats cognitives, aquesta tècnica pretén reduir els dèficits cognitius causats per la malaltia. L'orientació en la seva realitat consisteix a presentar al pacient informació sobre temps, espai o persones per facilitar-li la comprensió del seu entorn i el món que l'envolta. Per altra banda, l'entrenament de la cognició també intenta de millorar les capacitats perdudes a través d'exercicis que estimulen les habilitats mentals. En conjunt, aquests dos tipus d'activitats han demostrat certa eficàcia en el seu objectiu, que és millorar les capacitats cognitives, però en alguns estudis aquesta efectivitat ha estat transitòria i fins i tot negativa, manifestant-se en actituds de frustració, per exemple.

#### Orientada a l'estimulació
En aquesta teràpia s'hi inclou art, música, animals de companyia, exercicis i altres activitats recreatives. Pel que fa als efectes, ofereix un suport en la millora del comportament, la disposició i, a menor extensió, la funcionalitat. No obstant, el principal suport que ofereix aquesta teràpia, tan important com els efectes que causa, són els canvis en la rutina del pacient.

### Tractament cuidador
Si es té en compte que l'Alzheimer no té cura i que fa tornar als malalts incapaços d'ocupar-se d'ells mateixos, cuidar-los és el tractament essencial i ha de ser dut curosament i de forma adequada a les diferents situacions del procés de la malaltia.
Durant els primers estadis, els canvis en l'ambient i l'estil de vida poden ajudar a incrementar la seguretat del pacient i a reduir la càrrega del familiar cuidador. De moment, els canvis poden ser tant simples com l'adhesió a rutines més simples, canviar els panys per uns de més segurs, etiquetar els objectes del dia a dia per impedir errors o per introduir nous objectes que li facilitin la rutina. El malalt pot arribar a ser incapaç d'alimentar-se per si sol, per tant necessitarà que se li prepari el menjar en trossos petits o bé en puré, i quan apareixen dificultats per empassar, es necessiten tubs d'alimentació directa. En aquests casos, però, els cuidadors i familiars han de considerar severament l'eficàcia mèdica i l'ètica de continuar alimentant atrificialment al malalt. Rarament s'aconsellen limitadors físics en cap moment del progrés de la demència, malgrat que en algunes situacions és necessari i difícil prevenir el dany del malalt i de les persones que el cuiden.
A mesura que la malaltia avança poden presentar-se diversos problemes mèdics, com malalties orals o dentals, úlceres, malnutrició, problemes d'higiene o de respiració, a la pell, infeccions a l'ull, etc. No obstant, majoritàriament es poden prevenir amb un tracte curós fins que apareixen, i només aleshores es necessita tractament professional. Durant l'últim tram de la malaltia, el tractament central té com a objectiu alleugerir el malestar fins que arriba la mort.
Un petit estudi recent els EUA van concloure que els pacients que tenien cuidadors amb una comprensió realista del pronòstic i de les complicacions clíniques de la demència avançada tenien menys probabilitats de rebre tractaments agressius quan s'acostaven al final de la vida.

## Pronòstic

AVAD de l'alzheimer i altres demències per 100,000 habitants al 2002.
sense dades
≤ 50
50-70
70-90
90-110
110-130
130-150
150-170
170-190
190-210
210-230
230-250
≥ 250

Les primeres fases de la demència són difícils de diagnosticar; en general el diagnòstic definitiu no es fa fins que les discapacitats cognitives comprometen les activitats de la vida diària, encara que l'afectat encara pugui viure independentment. A partir d'aquí, la demència progressa des d'aquests lleugers problemes cognitius com la pèrdua de memòria, passant per problemes tant congitius com no-cognitius, fins que arriba a eliminar tota possibilitat de vida independent.
L'esperança de vida dels pacients és reduïda; d'uns 16 anys aproximadament per als que segueixen un diagnòstic pautat i correcte. Menys del 3% dels malalts viuen més de 14 anys. Les característiques de la malaltia que estan significativament associades amb una supervivència reduïda solen ser l'augment sever de les discapacitats cognitives, la disminució dels nivells funcionals, l'historial de caigudes i debilitat òssia, alteracions en l'examen neurològic, etc. Però hi ha altres malalties com problemes cardiovasculars, diabetis o abús de l'alcohol al llarg de la vida que també es veuen relacionades amb l'escurçament de les probabilitats de supervivència. Mentre que es pot establir, de forma general, que com se més jove es manifesta la malaltia més anys es poden sobreviure, aquesta esperança es veu dràsticament reduïda quan es compara amb la població sana. A més, els homes tenen un pronòstic menys favorable de sobreviure que les dones.
La demència és la causa subjacent de mort en el 70% dels casos. Per altra banda, la pneumònia i la deshidratació són les causes immediates més freqüents, mentre que el càncer és una causa de mort menys freqüent que en la població en general.

## Epidemiologia
| edat  | Nous casos per mil persones a l'any |
| ----- | ----------------------------------- |
| 65–69 | 3                                   |
| 70–74 | 6                                   |
| 75–79 | 9                                   |
| 80–84 | 23                                  |
| 85–89 | 40                                  |
| 90–   | 69                                  |

En els estudis epidemiològics s'utilitzen, bàsicament, dues mesures: la incidència i la prevalença.

### Incidència
Si s'examinen els estudis que han mesurat la incidència per a l'Alzheimer es troben taxes d'entre 10 i 15 per mil persones i any per a les demències en general, i taxes d'entre 5 i 8 per l'Alzheimer.
Segons el Registre de Demències de la Regió Sanitària de Girona (ReDeGi), a la regió sanitària de Girona la incidència fou de 6,7 casos per cada 1.000 persones en la població de més de 64 anys i de 13,4 casos per cada 100.000 persones en la en població de 30 a 64 anys.
Cada any, la meitat de nous casos de demència són Alzheimer. Tot i així, aquesta xifra no és igual per a tota la població, sinó que hi ha certes variables que defineixen factors de risc per als quals hi ha més probabilitat i, per tant, més incidència, de patir la malaltia. Un factor de risc primari seria l'edat; cada cinc anys després dels 65, el risc de manifestar la demència pràcticament es dobla, creixent des del 3 fins al 69 per mil persones en un any. Un altre factor de risc, d'altra banda, és l'edat; les dones tenen un risc més alt de desenvolupar l'Alzheimer particularment quan superen els 85.

### Prevalença
La prevalença de l'alzheimer en les poblacions depèn de diferents factors com la inferència i la supervivència. Per tant, com que la incidència incrementa amb l'edat, és particularment important el fet d'indicat la mitjana d'edat de la població estudiada. En els Estats Units, durant l'any 2000, la prevalença per l'Alzheimer va ser estimada al voltant de l'1,6% per la franja d'edat dels 65 als 74 anys, i es va observar que incrementava fins al 19% en el grup de 75 a 84 i fins al 42% per als majors de 84 anys. En canvi, aquestes xifres resulten ser molt més baixes en regions menys desenvolupades. L'OMS va estimar que el 2005 tan sols un 0,397% de la població al món tenia demència, i que la prevalença incrementaria fins al 0,441% el 2015, i fins al 0,556% el 2030. Altres estudis han arribat a conclusions similars; així mateix, un altre estudi va calcular que el 2006, el 0,40% de la població mundial tenia Alzheimer (dins del rang 0,17-0,89%; nombre absolut 26,6milions, en el rang d'entre 11,4 i 59,4 milions), i que el 2050 la prevalença s'hauria triplicat i el nombre absolut, quadruplicat.